# Wrestle Angels

Wrestle Angels est une série de jeux vidéo créée par Great.

## Liste des jeux
- 1992 : Wrestle Angels (FM Towns, PC-98)
- 1992 : Wrestle Angels 2: Top Eventer (FM Towns, PC-98)
- 1993 : Wrestle Angels 3 (FM Towns, PC-98, Sharp X68000)
- 1994 : Wrestle Angels Special: Mō Hitori no Top Eventer (FM Towns, PC-98, Sharp X68000)
- 1994 : Super Wrestle Angels (Super Nintendo)
- 1995 : Wrestle Angels V1 (PC-98)
- 1995 : Wrestle Angels V2 (PC-98)
- 1995 : Wrestle Angels: Double Impact (TurboGrafx CD)
- 1996 : Wrestle Angels V3 (PC-98)
- 2006 : Wrestle Angels Survivor (PlayStation 2)
- 2008 : Wrestle Angels Survivor 2 (PlayStation 2)